# Condado de Osceola (Florida)
El condado de Osceola es un condado ubicado en el estado de Florida.  En 2000, su población era de 172 493 habitantes. Su sede está en Kissimmee.

## Historia

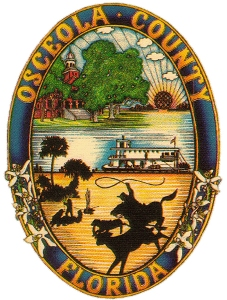
Sello de armas del condado de Osceola

El condado de Osceola fue creado en 1887. Su nombre es el del líder amerindio Osceola, cuyo nombre significa "Cantante de la bebida negra."
El 21 de julio de 1821 Florida fue dividida en dos condados, llamados condado de Escambia al oeste y condado de San Juan al este. En 1824, la parte sur del condado de San Juan se convirtió en el condado de Mosquito, con Enterprise como sede. Al convertirse Florida en estado en 1845, el condado de Mosquito fue renombrado como condado de Orange. En 1844, el condado de Brevard fue creado a partir del condado de Mosquito. El 12 de mayo de 1887, se creó el condado de Osceola a partir de partes de los condados de Orange y Brevard.

## Demografía
Según el censo de 2000, el condado cuenta con 172 493 habitantes, 60 977 hogares y 45 062 familias residentes. La densidad de población es de 50 hab/km² (130 hab/mi²). Hay 72 293 unidades habitacionales con una densidad promedio de 21 u.a./km² (55 u.a./mi²). La composición racial de la población del condado es 77,20% blanca, 7,36% afroamericana o negra, 0,46% nativa americana, 2,20% asiática, 0,08% de las islas del Pacífico, 9,06% de otros orígenes y 3,63% de dos o más razas. El 29,41% de la población es de origen hispano o latino cualquiera sea su raza de origen.
De los 60 977 hogares, en el 36,40% de ellos viven menores de edad, 56,10% están formados por parejas casadas que viven juntas, 12,80% son llevados por una mujer sin esposo presente y 26,10% no son familias. El 19,10% de todos los hogares están formados por una sola persona y 7,00% de ellos incluyen a una persona de más de 65 años. El promedio de habitantes por hogar es de 2,79 y el tamaño promedio de las familias es de 3,18 personas.
El 26,80% de la población del condado tiene menos de 18 años, el 9,30% tiene entre 18 y 24 años, el 31,00% tiene entre 25 y 44 años, el 21,60% tiene entre 45 y 64 años y el 11,40% tiene más de 65 años de edad. La edad media es de 35 años. Por cada 100 mujeres hay 97,20 hombres y por cada 100 mujeres de más de 18 años hay 94,20 hombres.
La renta media de un hogar del condado es de $38 214, y la renta media de una familia es de $42 061. Los hombres ganan en promedio $29 034 contra $21 746 para las mujeres. La renta per cápita en el condado es de $17 022. 11,50% de la población y 9,10% de las familias tienen entradas por debajo del nivel de pobreza. De la población total bajo el nivel de pobreza, el 14,70% son menores de 18 y el 8,60% son mayores de 65 años.

## Educación
El Distrito Escolar del Condado Osceola, Florida gestiona escuelas públicas.

## Ciudades y pueblos

### Municipalidades
- Kissimmee
- St. Cloud

### No incorporadas
- Buenaventura Lakes
- Campbell
- Celebration
- Deer Park
- Harmony
- Holopaw
- Kenansville
- Poinciana
- Reedy Creek Improvement District (distrito con régimen impositivo especial)
- Yeehaw Junction

### Administración local
- Junta de comisionados del Condado de Osceola (en inglés)
- Supervisión de elecciones del Condado de Osceola
- Oficina del Tasador de Propiedades del Condado de Osceola
- Oficina del alguacil del Condado de Osceola (en inglés)
- Oficina de impuestos del Condado de Osceola (en inglés)

### Turismo
- Oficina de turismo de Kissimmee (en inglés)
- Cámara de comercio de Kissimmee/Condado de Osceola (en inglés)
- El turismo podría estar declinando (enlace roto disponible en Internet Archive; véase el historial, la primera versión y la última). (en inglés)

- Datos: Q501067
- Multimedia: Osceola County, Florida / Q501067